# Wiadukt przy placu Armii Krajowej w Toruniu
Wiadukt przy placu Armii Krajowej w Toruniu (w źródłach również: wiadukt na placu Armii Krajowej w Toruniu) – wiadukt kolejowy znajdujący się w lewobrzeżnej części miasta przy placu Armii Krajowej.

## Historia
Wiadukt został zbudowany w 1878 roku. Po oddaniu do użytku mostu drogowego w 1934 roku droga znajdująca się pod wiaduktem stała się wąskim gardłem. W celu rozwiązania problemu architekt miejski Ignacy Tłoczek zasugerował zbudowanie dwóch nowych wiaduktów (w kierunku Inowrocławia i w pobliżu siedziby Rozgłośni Polskiego Radia, połączonych obwodnicą omijającą Podgórz), które zastąpiłyby wiadukty przy placu Armii Krajowej i przy dworcu Toruń Główny. Projektu nie zrealizowano. Podczas II wojny światowej, po wysadzeniu przez Wojsko Polskie mostu drogowego im. Józefa Piłsudskiego, Niemcy planowali budowę nowego wiszącego mostu, poprowadzonego nad wiaduktem. Plan nie został zrealizowany.
W 2013 roku zapadła decyzja o przeprowadzeniu generalnego remontu wiaduktu. Podczas remontu przeprowadzonego w latach 2013–2014 wymieniono pięć głównych przęseł, naprawiono przyczółki i odnowiono tory kolejowe.
Droga znajdująca się pod wiaduktem do dzisiaj stanowi przeszkodę komunikacyjną.